# Bukan

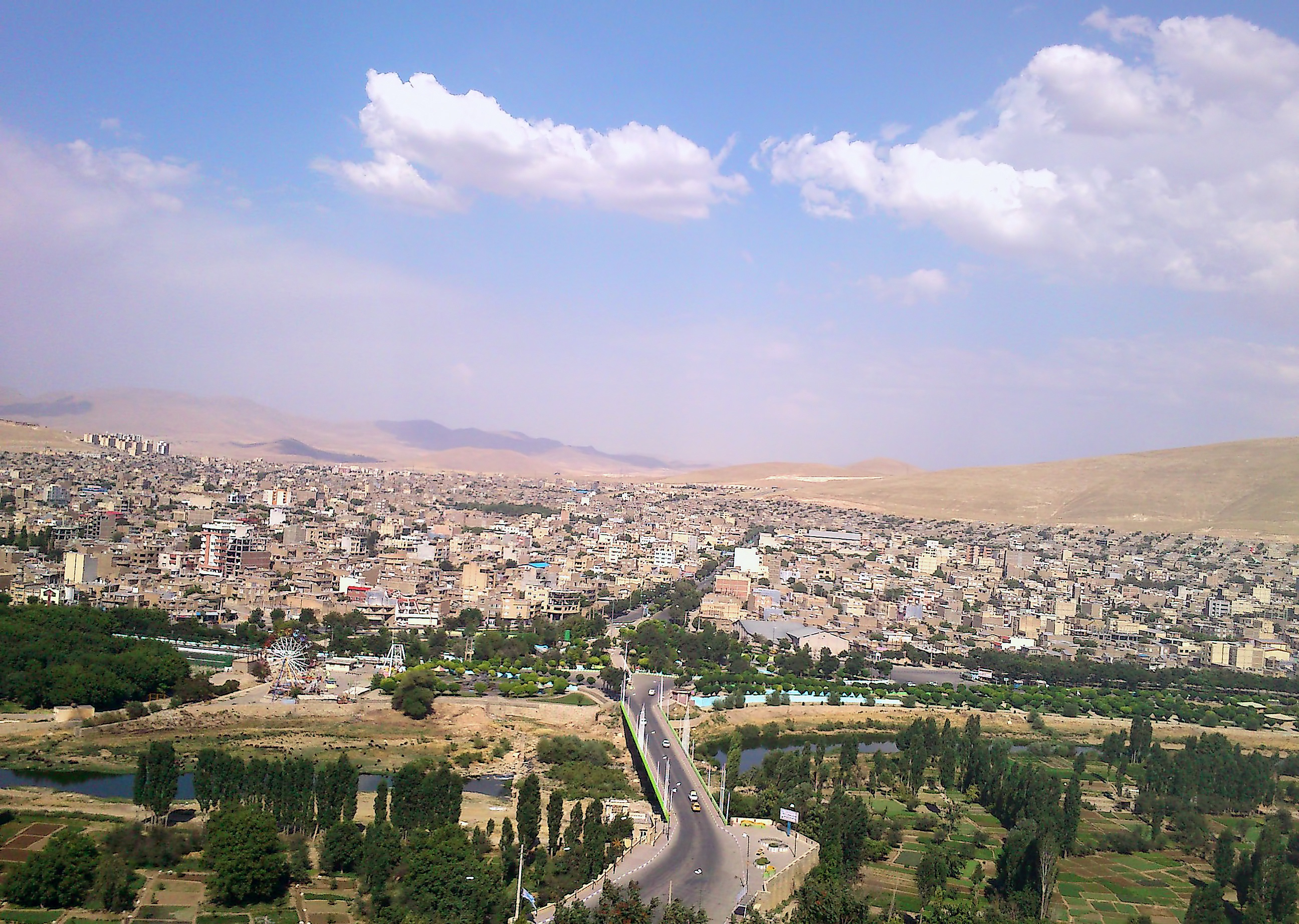
Bukan.

Bukan (em persa: بوکان; curdo: بۆکان;  também romanizado como Būkān, Bokan, e Bowkān) é uma cidade e a capital do Condado de Bukan, no Azerbaijão Ocidental, no Irã. No censo de 2006, sua população era de 149.340, em 32.488 famílias. A partir de 2012, sua população foi estimada em 171.773 em 43.543 famílias. 